# Edward J. Nugent
Edward J. Nugent est un acteur américain, né le 7 février 1904 à New York, État de New York, et mort le 3 janvier 1995 à San Antonio, Texas.

## Filmographie partielle
- 1928 : Les Nouvelles Vierges (Our Dancing Daughters) de Harry Beaumont : Freddie
- 1929 : La Tournée du grand duc (The Duke Steps Out) de James Cruze : Tommy Wells
- 1929 : Jeunes filles modernes (Our Modern Maidens) de Jack Conway : Reg
- 1929 : Indomptée (Untamed) de Jack Conway : Paul
- 1929 : The Girl in the Show d'Edgar Selwyn
- 1929 : L'Escadre volante (The Flying Fleet) de George William Hill
- 1929 : Le Martyr imaginaire (A Single Man) de Harry Beaumont : Dickie
- 1929 : L'Affaire Bellamy (Bellamy Trial) de Monta Bell
- 1930 : La Bande fantôme (Remote Control) de Nick Grinde, Malcolm St. Clair et Edward Sedgwick : ingénieur radio
- 1930 : War Nurse, d'Edgar Selwyn
- 1931 : L'Ange blanc (Night Nurse) de William A. Wellman : Eagan
- 1931 : The Star Witness de William A. Wellman : Jackie Leeds
- 1931 : Girls Demand Excitement de Seymour Felix : Tommy
- 1931 : Young Sinners de John G. Blystone : Bud
- 1931 : Up Pops the Devil d'A. Edward Sutherland
- 1932 : Crooner de Lloyd Bacon : Henry
- 1932 : Men Are Such Fools de William Nigh : Eddie Martin
- 1933 : The Past of Mary Holmes de Harlan Thompson et Slavko Vorkapich (en) : Flanagan
- 1933 : Dance, Girl, Dance de Frank R. Strayer
- 1933 : La Loi de Lynch (This Day and Age) de Cecil B. DeMille : Don Merrick
- 1933 : 42e Rue (42nd Street) de Lloyd Bacon : Terry
- 1934 : She Loves Me Not d'Elliott Nugent : Buzz Jones
- 1934 : Lost in the Stratosphere de Melville W. Brown
- 1934 : Cœurs meurtris  (A Girl of the Limberlost) de Christy Cabanne : Phillip Ammon
- 1935 : Un amoureux aux enchères (The Lottery Lover) de Wilhelm Thiele : Gibbs
- 1935 : Baby Face Harrington de Raoul Walsh : Albert
- 1935 : Impétueuse Jeunesse (Ah, Wilderness!) de Clarence Brown : Wint
- 1935 : Qui ? (College Scandal) d'Elliott Nugent : Jake Lansing
- 1936 : A Man Betrayed de John H. Auer : Frank Powell